# Josef Mederer
Josef Mederer (* 26. Januar 1949 in Altomünster) ist ein deutscher Politiker der CSU. Von 2008 bis 2023 war er Präsident des Bezirkstags von Oberbayern. Von 2013 bis 2018 war er auch Präsident des Bayerischen Bezirketags, des kommunalen Spitzenverbands der sieben bayerischen Bezirke.

## Leben
Mederer absolvierte ab 1963 eine handwerkliche Ausbildung und war dann bis 1972 als Facharbeiter beim Maierbräu in Altomünster tätig. Nach einem Fernstudium beim Telekolleg folgte ein Berufswechsel in die öffentliche Verwaltung mit Tätigkeiten am Landratsamt Dachau, bei der Stadt Dachau (1974–1979) und als Verwaltungsleiter der Gemeinde Schwabhausen (1979–1993). Josef Mederer ist verheiratet und wohnt in Altomünster. Er hat zwei erwachsene Kinder und fünf Enkel.

## Politische Karriere

### Kommunalpolitik
Von 1993 bis November 2011 war er Bürgermeister der Gemeinde Schwabhausen, wo er zuvor seit 1979 Verwaltungsleiter war. Dem Kreistag des Landkreises Dachau gehört er seit 1990 an.

### Bezirk Oberbayern
Mederer wurde erstmals 1998 in den Bezirkstag von Oberbayern gewählt und war von 2000 bis 2008 dessen Vizepräsident. Von 2008 bis 2023 war er Präsident des Bezirkstags von Oberbayern und dadurch kraft Amtes Verwaltungsratsvorsitzender der Kliniken des Bezirks Oberbayern, einem Kommunalunternehmen. Von 2013 bis 2018 war er auch Präsident des Bayerischen Bezirketags. Mederer wurde stets für den Stimmkreis Dachau direkt gewählt. Bei der Bezirkstagswahl 2023 trat er nicht mehr an und schied somit nach 25 Jahren aus dem Bezirkstag von Oberbayern aus. Als sein Nachfolger wurde Thomas Schwarzenberger zum Präsidenten des Bezirkstags von Oberbayern gewählt.

## Ehrenämter
Er übt mehrere weitere Ehrenämter aus, unter anderem war er von 2000 bis 2018 Mitglied des Landesdenkmalrates. Bereits 2001 war er stellvertretender Bezirksverbands-Vorsitzender und Mitglied im Landesvorstand des Bayerischen Roten Kreuzes (ebenfalls ab 2001). Des Weiteren war er jahrelang in der Vorstandschaft des Kolpingwerkes engagiert.